# Vela 3B

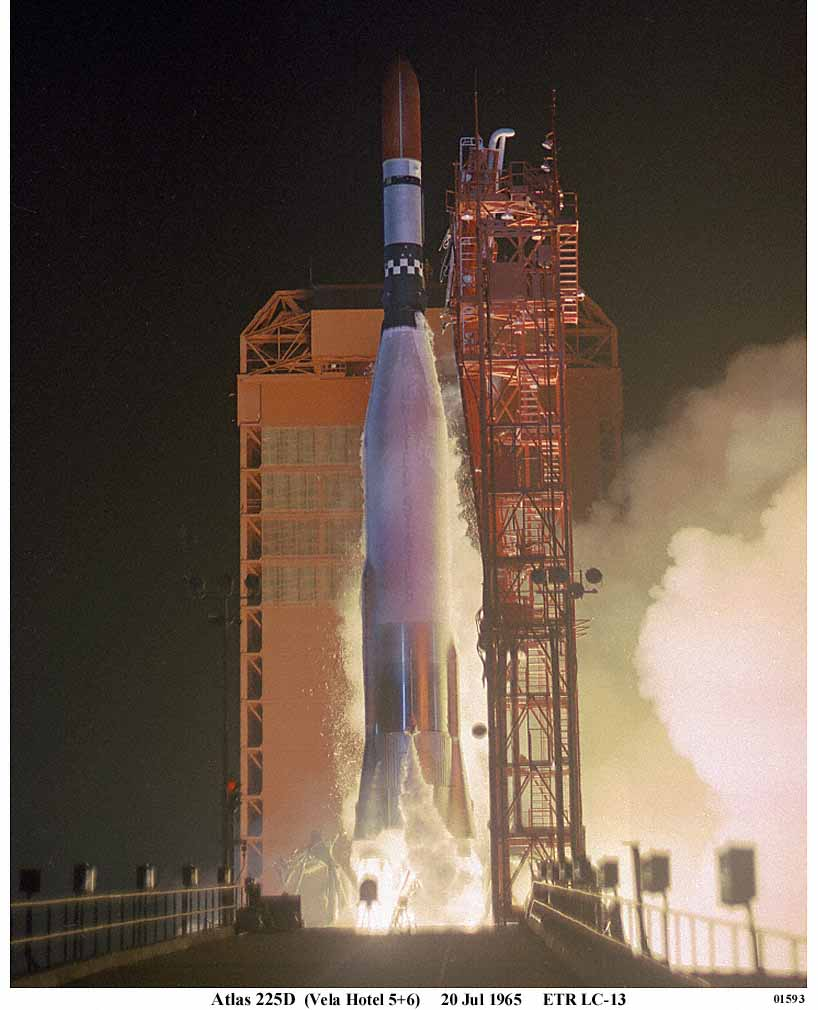
Start rakiety Atlas z satelitami Vela 3A, Vela 3B i ERS 17 na pokładzie

Vela 3B – amerykański satelita rozpoznawczy do wykrywania wybuchów i prób jądrowych na ziemi i w przestrzeni kosmicznej; drugi z trzeciej pary satelitów serii Vela; wyniesiony razem z satelitami Vela 3A i ERS 17.
Drugorzędnym zadaniem statku były badania przestrzeni kosmicznej (promieniowania X, gamma, neutronów, pola magnetycznego i cząstek naładowanych). Siostrzany Vela 3B znajdował się na podobnej orbicie, ale 180° od niego, tj. po przeciwnej stronie globu.
Satelita był stabilizowany obrotowo (2 obr./s). Statek pracować mógł w trybie czasu rzeczywistego (jedna ramka danych na sekundę) lub w trybie zapisu danych (jedna ramka co 256 sekund). Przez pierwsze 40% czasu trwania misji używany był pierwszy tryb. Odbierano około 1 transmisji co 4 godziny. Drugiego trybu używano aż do czasu wystrzelenia następnej pary satelitów Vela.
Statek pozostaje na orbicie okołoziemskiej. 

## Przyrządy
- detektor promieni rentgena i cząstek naładowanych
- detektor promieni gamma i cząstek naładowanych
- detektor neutronów

Służył do wykrywania oznak eksplozji jądrowych w przestrzeni kosmicznej, wyznaczania tła i detekcji kaskad powodowanych przez promieniowanie kosmiczne zderzające się ze statkiem. Detektor do spowalniania neutronów używał moderatora z polietylenu. Neutrony rejestrowane były przez liczniki proporcjonalne wypełnione helem-3. Każdy licznik miał swoje zasilanie i wzmacniacz, dla zapewnienia większej niezawodności. Detektor pracował w paśmie 1-100 MeV, z rozdzielczością czasową 1 sekundy. Czujnik rejestrował także protony o energiach powyżej 25 MeV, bez rozróżniania ich – był to prosty wskaźnik aktywności słonecznej.
- spektrometr elektronów i protonów

Przyrząd składał się z licznika Geigera i półkolistego analizatora elektrostatycznego. Zaprojektowane zostały do badania spektrum energetycznego i dystrybucji kątowej wiatru słonecznego i cząstek magnetosfery. Licznik mierzył elektrony o energiach powyżej 45 keV. Aperturę przyrządu stanowił stożek o kącie rozwarcia 70°. Licznik był zamontowany tak, aby oś wlotu stożka była prostopadłą do osi obrotu satelity. Licznik pracował tylko w czasie rzeczywistym - pomiary zdejmowano co 1 sekundę. Analizator był zamontowany na obwodzie statku. Pole widzenia przyrządu wynosiło 5°×90°. W trybie rzeczywistym miernik rejestrował strumień jonów lub elektronów (polaryzacja była wybierana komendą z Ziemi) w 64 logarytmicznych kanałach. Zakres energii wynosił od 0,3 do 20 keV. Całe 64 punktowe spektrum było zbierane przy różnych odległościach kątowych od Słońca: -11°, -5°, 1°, 7°, 14°, 89°, 190°, 291°. Odległości te można było komendą z Ziemi zmienić o +30°. W trybie czasu rzeczywistego, kompletne spektrum (64-kanałowe widma z każdego z 8 kierunków) było zbierane co 256 sekund. W trybie magazynowania danych, co 512 sekund były zbierane 16 punktowe widma z kierunków 1° i 190°.
- licznik scyntylacyjny promieniowania rentgenowskiego
- detektor na ciele stałym

Przyrząd miał za zadanie badać intensywność, rozkład przestrzenny, zmienność czasową i spektra elektronów w regionie przejściowym i w ogonie ziemskiej magnetosfery. Czujnik składał się z detektora półprzewodnikowego z osłoną ze złota. Przed światłem słonecznym chroniły go dwie warstwy folii niklowej. Strata energii jakiej doznawały w niej elektrony o energiach powyżej 40 keV była praktycznie zaniedbywalna. Przyrząd rejestrował elektrony o energiach 30-475 keV i protony o energiach 180-570 keV. Spektrum było zbierane sekwencyjnie przez analizator impulsowo-amplitudowy w siedmiu punktach. Odróżnienie elektronów od protonów było możliwe poprzez porównanie danych z licznikiem Geigera-Mullera, opisanym poniżej.
- Liczniki Geigera-Mullera

Przyrząd służył do odróżniania elektronów od protonów rejestrowanych przez detektor na ciele stałym. Składał się z licznika Geigera o progu odcięcia na poziomie 45 keV.
- Magnetometr

Magnetometr cewkowy służący do wykrywania eksplozji jądrowych. Składał się z jednoosiowego magnetometru indukcyjnego ułożonego poprzecznie do osi obrotu statku. Wyjście czujnika było liniowe, o zakresie od 0 do 100 nT. Przyrząd był próbkowany co pół sekundy, a jego pasmo wynosiło od 1,87 do 2,12 Hz. Przyrząd został też użyty do badania pola magnetycznego fali uderzeniowej ziemskiego pola magnetycznego i jej styku z magnetopauzą.
- detektor ekstremalnego UV